# Legge bahai
La legge bahá'í è costituita dall'insieme di norme e prescrizioni osservate come tali dagli aderenti alla religione bahá'í.
Tali norme derivano essenzialmente dai testi di Bahá'u'lláh, il fondatore della religione bahá'í e comprendono anche le interpretazioni che ne sono state date da 'Abdu'l-Bahá e da Shoghi Effendi e le disposizioni via via emanate dalla Casa Universale di Giustizia.
Nonostante il loro vincolo, è implicito il principio che i bahá'í seguono le norme bahá'í per loro intima e libera convinzione oltre che per amore verso Bahá'u'lláh.

## Fonte
La fonte principale della legge bahá'í è costituita dal Kitáb-i-Aqdas. A esso si affiancano  altri scritti dello stesso Bahá'u'lláh contenenti disposizioni normative, le interpretazioni autorevoli fornite da 'Abdu'l-Bahá  - designato da Bahá'u'lláh come Centro del Suo Patto - e  da Shoghi Effendi - nominato Custode della Fede. A queste si aggiungono le disposizioni emanate dalla Casa Universale di Giustizia, l'attuale organo supremo della Fede bahá'í.
Gli scritti di Bahá'u'lláh, `Abdu'l-Bahá e di Shoghi Effendi sono considerati testi fondamentali e immutabili. La Casa Universale di Giustizia, pur non potendo modificarne il contenuto,  ha l'autorità di fornire direttive  sull'applicazione di determinati  aspetti di tali scritti.
Le disposizioni della Casa Universale di Giustizia hanno carattere sussidiario e possono essere  aggiornate dalla stessa,  in relazione  al mutare delle circostanze e delle esigenze della società.
Bahá'u'lláh ha affermato che i principi e le norme contenuti nei suoi scritti rappresentano  il  migliore fondamento per garantire la sicurezza e l'ordine nel mondo e ha invitato i fedeli a seguirli con gioia e fiducia. Egli incoraggia  inoltre i credenti ad accettare anche quei comandamenti il cui significato potrebbe non essere  immediatamente comprensibile,  confidando che attraverso l'esperienza e  l'applicazione "La saggezza d'ogni comandamento sarà provata".

## Gradualità normativa
Bahá'u'lláh ha stabilito che l'osservanza delle norme che ha emanato debba essere effettuata con tatto e saggezza e non deve essere causa di perturbazione e dissidio.
Ha precisato altresì che l'attuazione delle norme bahá'í ha carattere evolutivo e graduale in funzione delle circostanze e delle situazioni geo sociali in cui si applicano. Così, per esempio, il divieto di assunzione di bevande alcoliche va applicato gradualmente in quei paesi in cui andrebbe contro le consuetudini sociali o per dei nuovi aderenti alla Fede bahá'í soliti al consumo moderato di alcol.
Shoghi Effendi ha stabilito che se una norma bahá'í è in contrasto con la legge di un Paese può non essere applicata in quel determinato Paese. Alcune norme sono state dettate non per il tempo presente, lasciando la decisione per la loro applicazione alla Casa Universale di giustizia.

## Coscienza individuale
Nella letteratura bahá'í le norme bahá'í non sono viste come un rito o un codice costrittivo, ma come una scelta volontaria e intimamente gioiosa fatta in piena libertà dai Credenti bahá'í.
Le norme sono esposte come un complesso di principi e di linee guida a cui ogni bahá'í deve consapevolmente conformare la propria vita. Esse, contrariamente a quanto accade nell'ordinamento islamico, non disciplinano dettagliatamente i comportamenti dovuti: è lasciata, per esempio, alla libertà individuale la scelta dell'abbigliamento.
L'attuazione della legge bahá'í risiede anzitutto nella coscienza, nella comprensione e nella ragione di ogni bahá'íi. Le norme bahá'í non sono considerate prescrittive finché non si diventi bahá'í e la condizione di essere un credente non è rapportata al grado di adesione alla norma stessa. Il neofita applicherà le norme bahá'í gradualmente e su basi personali.
I bahá'í devono seguire le norme bahai non per timore di una punizione, ma per amore di Bahá'u'lláh e di Dio, verso cui si sentono  responsabili. Comportamenti individuali che possono gettare del discredito sulla Comunità bahá'í possono comportare la perdita di alcuni diritti amministrativi bahá'í.

## Leggi e disposizioni
Nel Kitáb-i-Aqdas si trovano norme relative alla preghiera obbligatoria, al digiuno, alla eredità, all'abolizione del clero, alla proibizione della schiavitù, dell'ascetismo, del gioco d'azzardo, alla condanna dell'ozio, della maldicenza, alla punizione dell'assassinio, dell'incendio doloso, ai requisiti necessari per praticare una professione, all'enfasi sulla necessità di educare i figli e sull'obbligo di obbedire alle leggi del proprio paese
Bahá'u'lláh, nei suoi scritti, sollecita i suoi seguaci a lavorare in amicizia e rispetto con persone di tutte le religioni,  guardandosi dal fanatismo e dall'orgoglio

### Preghiera

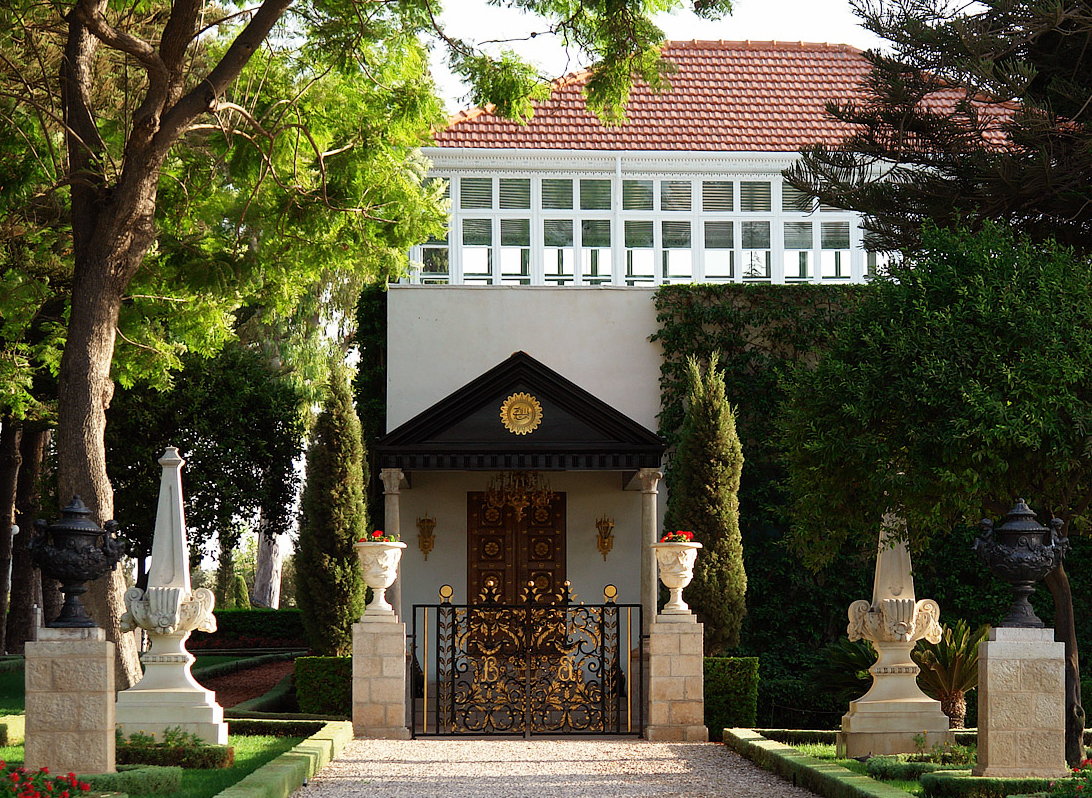
Mausoleo di Bahá'u'lláh

La recita della preghiera quotidiana è per i Bahai uno dei più importanti comandamenti. Nella religione bahai sono previste due tipi di preghiere, quelle obbligatorie e quelle devozionali.
Lo scopo della preghiera bahai è quello di avvicinare l'orante a Dio e a Bahá'u'lláh
I bahá'í recitano quotidianamente e in maniera individuale una tra le tre preghiere obbligatorie, usando i termini e le forme prescritte da Bahá'u'lláh. La recita delle preghiere obbligatorie deve essere preceduta da abluzioni ed essere effettuata rivolgendosi verso la Qiblih.
Sono previste esenzioni dalla preghiera obbligatoria nei casi di malattia o di pericolo
Le preghiere devozionali non hanno una forma particolare e possono essere recitate in qualsiasi momento e occasione.

### Digiuno
Assieme alla preghiera obbligatoria, v'è il vincolo, per ogni Bahai in buona salute e di età compresa tra i 15 e i 70 anni, del digiuno di diciannove giorni. Tale digiuno, il cui scopo è rafforzare l'anima e avvicinare le persone a Dio, va generalmente effettuato dal 2 marzo al 20 marzo d'ogni anno. In tale periodo i Bahai devono astenersi dal cibo e dalle bevande nell'orario che va dall'alba al tramonto..
Sono esentati dal digiuno le persone che sono in viaggio, gli ammalati, chi svolge lavori gravosi, le donne incinte o che allattano, le donne durante il ciclo mestruale, i giovani sotto i quindici anni e gli anziani sopra i settanta
Il digiuno è un obbligo morale individuale che, tuttavia, non deve essere imposto.

### Matrimonio e famiglia
Il matrimonio, visto sotto l'aspetto del rapporto materiale e spirituale che si viene a instaurare nella coppia, pur non prescritto come obbligatorio, è raccomandato per la mutua affezione e assistenza che ne deriva agli sposi e ai figli oltre che per il benessere e la quiete sociale.
(Casa Universale di Giustizia, Per riordinare il mondo)
I requisiti per il matrimonio bahá'í sono il raggiungimento dell'età di 15 anni e il consenso dei genitori, necessario per rafforzare il legame tra le due famiglie di origine dei nubendi.
La sessualità costituisce una parte della vita matrimoniale adatta alla procreazione e a rafforzare il rapporto di coppia. La sessualità può essere esercitata esclusivamente tra persone di sesso opposto sposate e ciò esclude l'omosessualità, la poligamia e qualsiasi rapporto sessuale al di fuori del matrimonio. Il matrimonio tra persone di religione diverse è lecito, mentre quello interrazziale è anche incoraggiato. Il divorzio è del tutto scoraggiato seppur ammesso; il divorzio si attua se dopo un anno di manifesta separazione la coppia non si riconcilia.
La famiglia bahá'í deve allevare i figli nella moralità e nella religione ma non nel fanatismo. I genitori debbono fornire l'educazione, intesa nel senso più ampio, ai propri figli e questi devono rispetto e ascolto ai propri genitori, come se ubbidissero a Dio.
Shoghi Effendi ha precisato che preservare l'unità familiare è della massima importanza; ai Bahai è suggerito di bilanciare il desiderio di servire la religione con le proprie primarie responsabilità di genitori, coniugi e figli.

### Eredità
Nel Kitáb-i-Aqdas, Bahá'u'lláh prescrive che i Bahai redigano un testamento, e in questo hanno la completa libertà di disposizione dei propri beni. Bahá'u'lláh prevede una particolare forma ereditaria nel caso di successione in assenza di testamento.
Il sistema ereditario ab intestato, che si rifà alle indicazioni date dal Báb, prevede la distribuzione dell'asse ereditario tra sette categorie di eredi: figli, coniuge, padre, madre, fratelli, sorelle e insegnanti, con quote via via decrescenti. In caso di assenza di qualcuna tra le categorie previste la quota relativa sarà suddivisa tra i figli e l'Assemblea spirituale locale.

### Maldicenza e pettegolezzo
La maldicenza e il pettegolezzo sono proibiti e sono considerati particolarmente dannosi per le persone e per le relazioni sociali.
La maldicenza, il parlare degli errori altrui in loro assenza, è ritenuto un grave peccato e la più odiosa caratteristica dell'uomo. Questa pratica è considerata oltremodo negativa per la comunità come per gli individui che vi sono coinvolti.
()

### Alcool, droghe e tabacco
Ai Bahai è proibita l'assunzione di sostanze alcoliche e di droghe, a meno che non vi sia una necessaria prescrizione medica. Dio ha dato agli esseri umani la ragione e questa non deve essere alterata o limitata da sostanze nocive, non medicali
L'uso, non medico, dell'oppio e di altre droghe è specificamente condannato, com'è anche vietato ai Bahai operare in attività connesse all'alcool non a scopi medicali, o col traffico di droga.
Fumare il tabacco non è proibito ma è scoraggiato.

### Huqúqu'lláh
Huqúqu'lláh (in arabo ﺣﻘﻮﻕ ﺍﻟﻠﻪ‎?, Diritto di Dio), anche chiamato Legge di Huqúq, è il complesso di norme socioeconomiche e spirituali dettate da Bahá'u'lláh nel Kitáb-i-Aqdas per regolare, fra l'altro, la gestione delle risorse finanziarie provenienti da contribuzioni volontarie dei fedeli.
Il Huqúqu'lláh prevede che i Bahai contribuiscano su base volontaria col 19% della propria crescente ricchezza eccedente il necessario per una vita confortevole e dopo aver onorato eventuali debiti; ciò al fine di finanziare progetti di sviluppo socioeconomico e filantropici.
Il pagamento del huqúqu'lláh è un obbligo spirituale individuale che non può essere assolutamente sollecitato, la sua prestazione deve rimanere un affare strettamente personale, e ogni sua contribuzione libera per sempre il valore sottostante accantonato da ulteriori pagamenti.
Il denaro raccolto è usato dalla Casa Universale di Giustizia per scopi benefici, per la manutenzione delle proprietà e per promuovere
la religione-
Oltre al huqúqu'lláh i Bahai possono offrire anche donazioni e contributi, sempre in maniera libera e discrezionale e mai sollecitata. Non sono accettate donazione da fonti non bahai.

### Disposizioni varie
Il Kitáb-i-Aqdas prevede norme che disciplinano, fra l'altro, anche:
- il pellegrinaggio bahai;[23]
- il funerale bahai[24][25];
- l'esercizio del commercio o di una professione[6];
- l'obbedienza alle leggi del proprio Paese, leggi che devono avere la priorità sulle norme bahai[6];
- l'obbligo dell'educazione dei figli[6][26];
- la preghiera[9];
- la caccia[27];
- il ritrovamento di un tesoro[28];
- le proprietà abbandonate[28];

### Divieti
Nel Kitáb-i-Aqdas sono indicati alcuni divieti, fra gi altri sono vietati:
- l'interpretazione degli scritti bahai, riservata esclusivamente a 'Abdu'l-Bahá e Shoghi Effendi
- la riduzione in schiavitù[6]
- l'ascetismo[6]
- il monachesimo[6]
- l'accattonaggio[6]
- l'esistenza di un clero[4]
- l'uso di pulpiti[6]
- il baciamano in segno di ossequio[6]
- la confessione[29]
- il gioco d'azzardo[30]
- gli atti omosessuali[31]
- la crudeltà verso gli animali[6]
- l'ozio[6]
- la calunnia[6]
- le armi, a meno che non siano essenziali[32]
- l'aggressione
- la rasatura della testa e, per gli uomini, la crescita dei capelli sopra il lobo degli orecchi[28]
- l'adulterio[6]
- l'incendio doloso[28][33]
- l'omicidio[33]
- il furto[28][33]